# 별명 붙은 사나이
"별명 붙은 사나이"는 한국에서 제작된 이혁수 감독의 1980년 드라마, 액션 영화이다. 이주일 등이 주연으로 출연하였고 김치한 등이 제작에 참여하였다.

## 출연

### 주연
- 이주일
- 박원숙
- 김보미
- 배수천

## 기타
- 조명: 한희창
- 녹음: 이재웅
- 미술: 김유준